# فيلق رواد فضاء وكالة ناسا

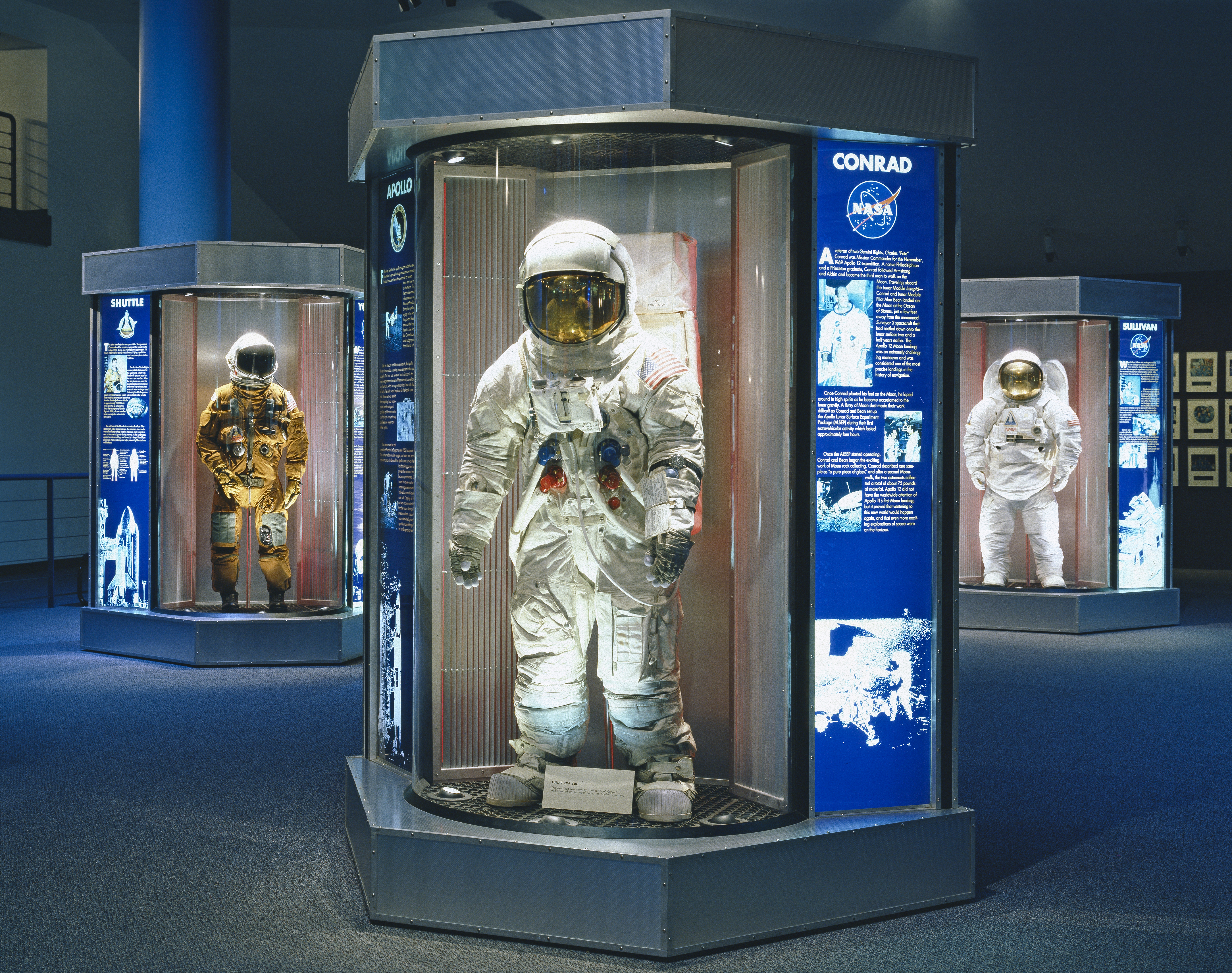
البذلات الفضائية التي كان يرتديها أفراد الفيلق سابقًا في مركز جونسون للفضاء

فيلق رواد فضاء وكالة ناسا (بالإنجليزية: NASA astronaut corps)، وهي وحدة تابعة للإدارة الوطنية الأمريكية للفضاء والملاحة الجوية (NASA) تختص باختيار، وتدريب، وتجهيز رواد الفضاء ليكونوا ضمن أطقم البعثات الفضائية الأمريكية والدولية. يقع مقر هذا الفيلق بمركز جونسون للفضاء في هيوستن، تكساس.

## تاريخ
اختير المرشحون ليكونوا رواد الفضاء الأمريكيين الأوائل في عام 1959 بواسطة وكالة ناسا، ضمن مشروع ميركوري الخاص بالوكالة، بهدف إطلاق بعثات مأهولة مدارية حول الأرض على متن كبسولات تضم رائد فضاء واحد. طُلب من المؤسسة العسكرية تجهيز قائمة من طياري اختبار عسكريين يتمتعون بمؤهلات محددة. وبعد تحريات صارمة، أعلنت ناسا عن اختيار مجموعة «ميركوري 7» لتكون أول مجموعة من رواد الفضاء الأمريكيين. ومنذ ذلك الحين، اختارت ناسا 20 مجموعةً أخرى من رواد الفضاء، مع إتاحة انضمام المدنيين، والعلماء، والأطباء، والمهندسين، ومعلمي المدارس إلى الفيلق. ووصولًا إلى دفعة رواد الفضاء لعام 2009، بلغت نسبة رواد الفضاء العسكريين الذين اُختيروا بواسطة وكالة ناسا 61%.
تختار ناسا المرشحين من مجموعة مختلفة من المتقدمين بخلفيات متنوعة. ومن بين آلاف الطلبات التي تتلقاها ناسا، تختار الوكالة عدد قليل جدًا ضمن برنامج التدريب المشدد لمرشحي رواد الفضاء. وبالإضافة إلى «السبعة الأصليين»، اختارت ناسا 339 مرشحًا حتى الآن.

## المؤهلات
لا توجد قيود عمرية على فيلق رواد فضاء وكالة ناسا. تراوحت أعمار المرشحين بين 26 إلى 46 عامًا، بمتوسط عمر 34 عامًا. يُشترط أن يكون المرشحون مواطنين أمريكيين للتقدم إلى البرنامج.
يوجد ثلاثة تصنيفات واسعة للمؤهلات: التعليم، وخبرة العمل، والمؤهلات الطبية.
يُشترط أن يكون المرشحون حاصلين على درجة الماجستير من أحد المعاهد المعتمدة في الهندسة، أو العلوم الحيوية، أو العلوم الفيزيائية، أو الرياضيات. ويُشترط أيضًا أن تُتبع هذه الدرجة بعامين على الأقل أو ثلاثة أعوام من الخبرة التدريجية الاحترافية المتعلقة بهذا المجال (خبرة عمل ما بعد التخرج أو خبرة دراسية) أو تحقيق 1000 ساعة على الأقل، بالنسبة للطيارين، في العمل كطيار مسؤول للطائرات النفاثة. ومن المفضل حصول المتقدم على شهادة متقدمة، ويمكن استبدال شرط الخبرة بهذه الشهادة، مثل شهادة الدكتوراه (التي تكافئ عامي خبرة). يمكن اعتبار الخبرات التدريسية، بما يشمل خبرة التدريس في مستويات بين رياض الأطفال إلى الصف الثاني عشر (K-12)، ضمن الخبرات المؤهلة.
يُشترط على المرشحين اجتياز اختبار وكالة ناسا البدني طويل المدة للطيران الفضائي، والذي يتضمن بعض المتطلبات المعينة:
- حدة البصر البعيدة والقريبة: يجب أن تكون حدة البصر قابلة للتصحيح إلى 20/20 لكل عين على حدة (يُسمح بالعدسات المُصححة مثل النظارات الطبية)
- يُسمح بخضوع المرشحين للعمليات الجراحية الانكسارية للعين، مثل اقتطاع القرنية الانكساري (PRK) والليزك (LASIK)، بشرط مرور عام واحد على الأقل منذ تاريخ إجراء العملية مع عدم ظهور أي آثار سلبية دائمة بعد الجراحة
- يجب ألا يتخطى ضغط الدم في وضعية الجلوس 140/90
- يجب أن يتراوح طول الوقوف للمرشحين بين 62 إلى 75 بوصةً